# Alfred William Hunt
Alfred William Hunt RWS (15. listopadu 1830, Liverpool, Anglie – 3. května 1896, Londýn, Anglie) byl britský malíř, syn krajináře Andrewa Hunta.

## Životopis
Alfred William Hunt se narodil v Liverpoolu v roce 1830. Už během studia na gymnáziu v Liverpoolu začal malovat. Na přání svého otce pokračoval od roku 1848 ve studiu na univerzitě v Oxfordu na koleji Corpus Christi College. V roce 1851 vyhrál cenu Sira Rogera Newdigate (krátce Newdigate Prize) udělovanou studentům Oxfordské univerzity přijatým v předchozích čtyřech letech za nejlepší kompozici v anglickém verši.
Malování se však nevzdal, v kariéře malíře ho povzbuzoval John Ruskin. V roce 1854 vystavoval své obrazy na Royal Academy of Arts. Zúčastnil se i dalších výstav, a to nejen v Londýně ale i na provinčních výstavách. V roce 1861 se oženil a v roce 1862 se stal spolupracovníkem umělecké společnosti "Old Water-Color Society" (Královská společnost akvarelistů). V roce 1864 získal ve společnosti plné členství.
Jeho práce se vyznačují především vynikající kvalitou a poetickým vykreslením atmosféry. Je spojován s uměleckým směrem Prerafaelitů. Jeho obrazy se vyznačují mimořádně zpracovanými detaily, což je patrné na zobrazení krajiny a pečlivém vykreslení trávy, listů a stromů.
Jeho manželka Margaret Raine Huntová napsala několik beletristických děl; a jedna z jejich dcer, Violet Huntová se stala známou spisovatelkou.
Obrazy jeho neteře, Jessie MacGregor vystavuje galerie Walker Art Gallery v Liverpoolu.
Alfred William Hunt je pohřben spolu se svou ženou a dcerou Violet Huntovou na hřbitově Brookwood.

## Galerie

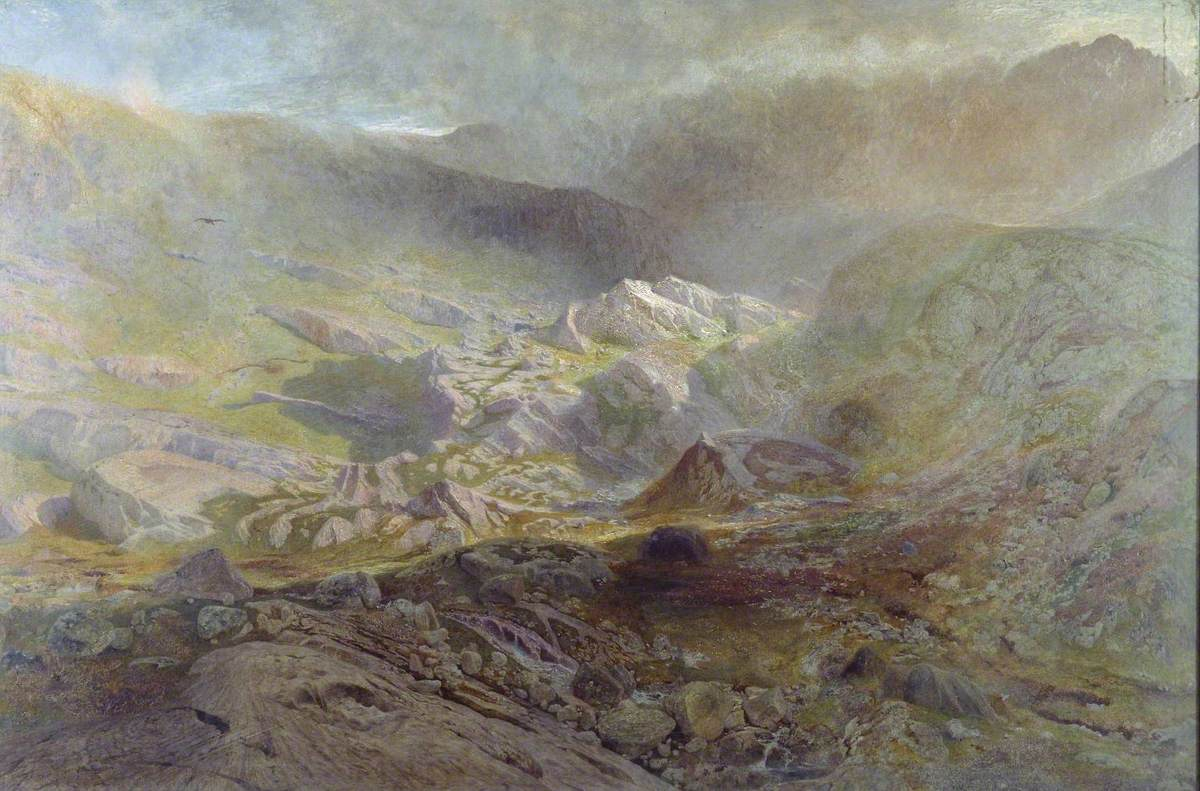
Cwm Trefaen, 1855–60
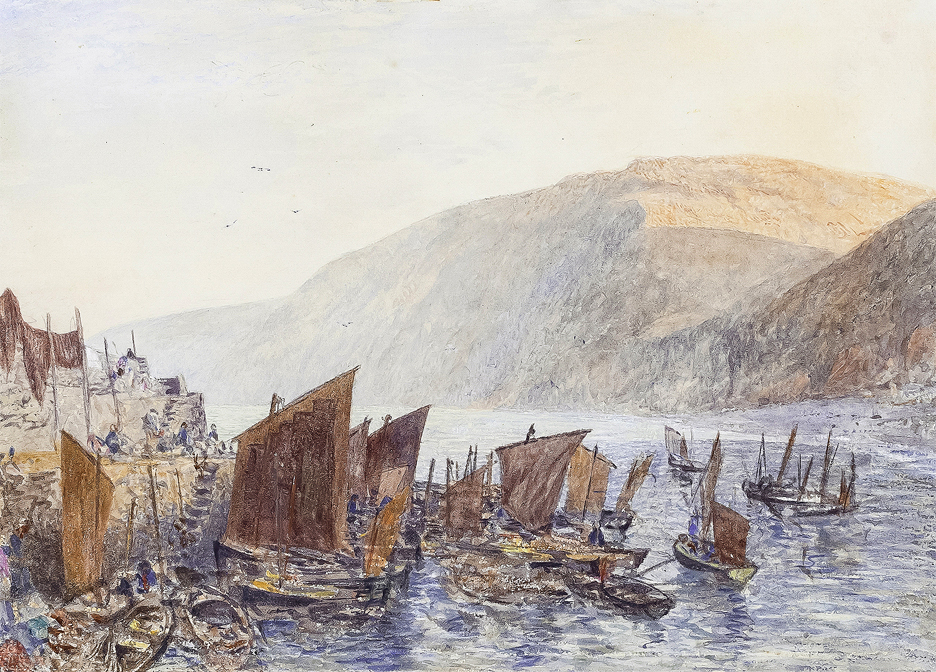
Clovelly Harbour, Devon
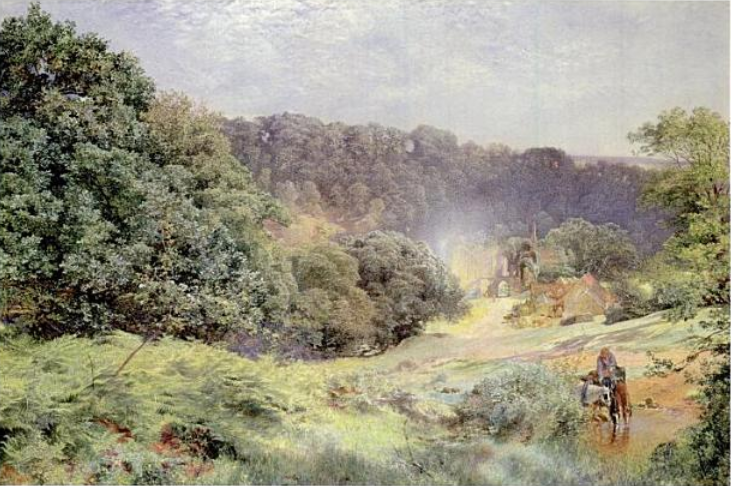
Finchale Priory, 1862
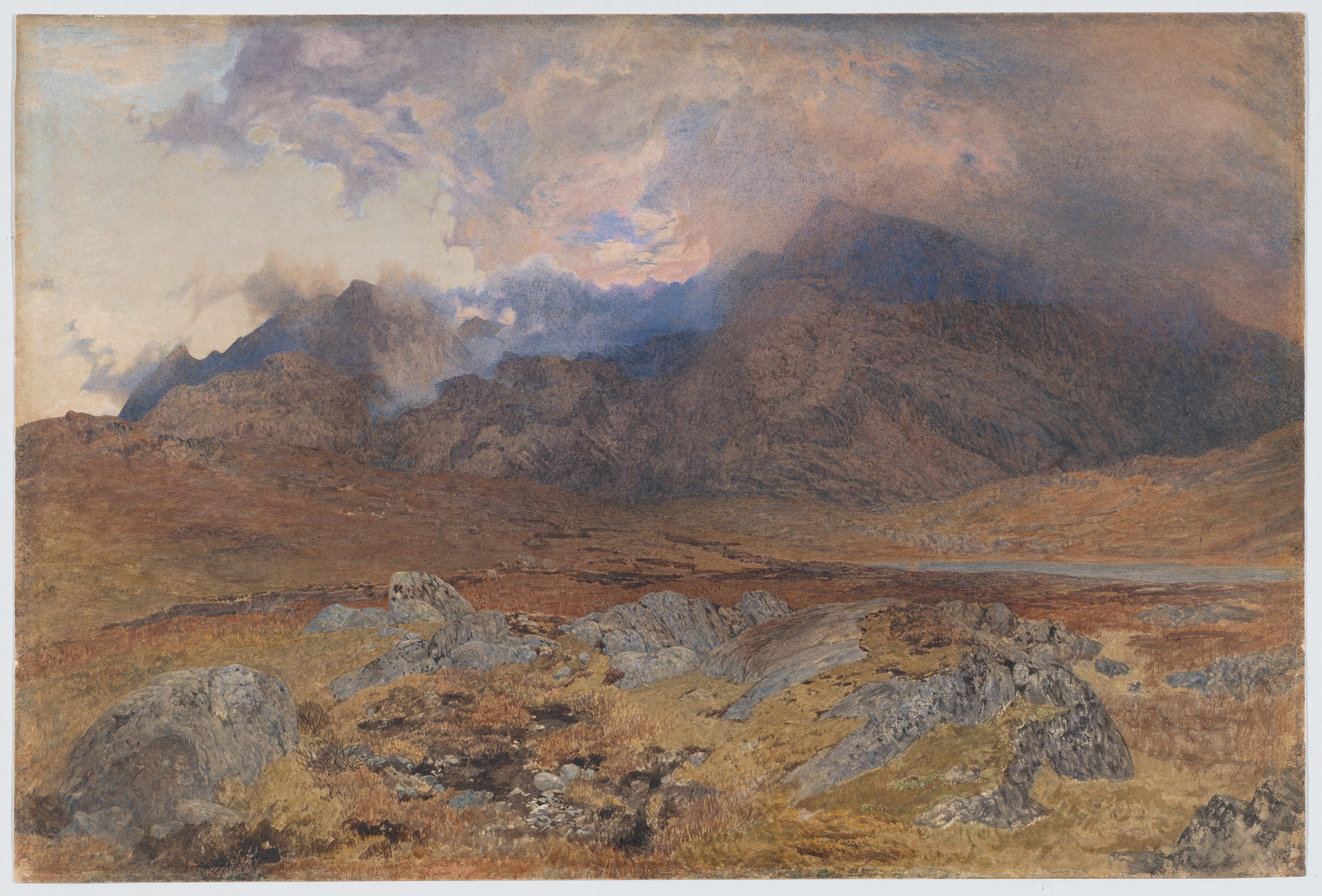
Snowdon, after an April Hailstorm (nebo Snowdon through Clearing Clouds)
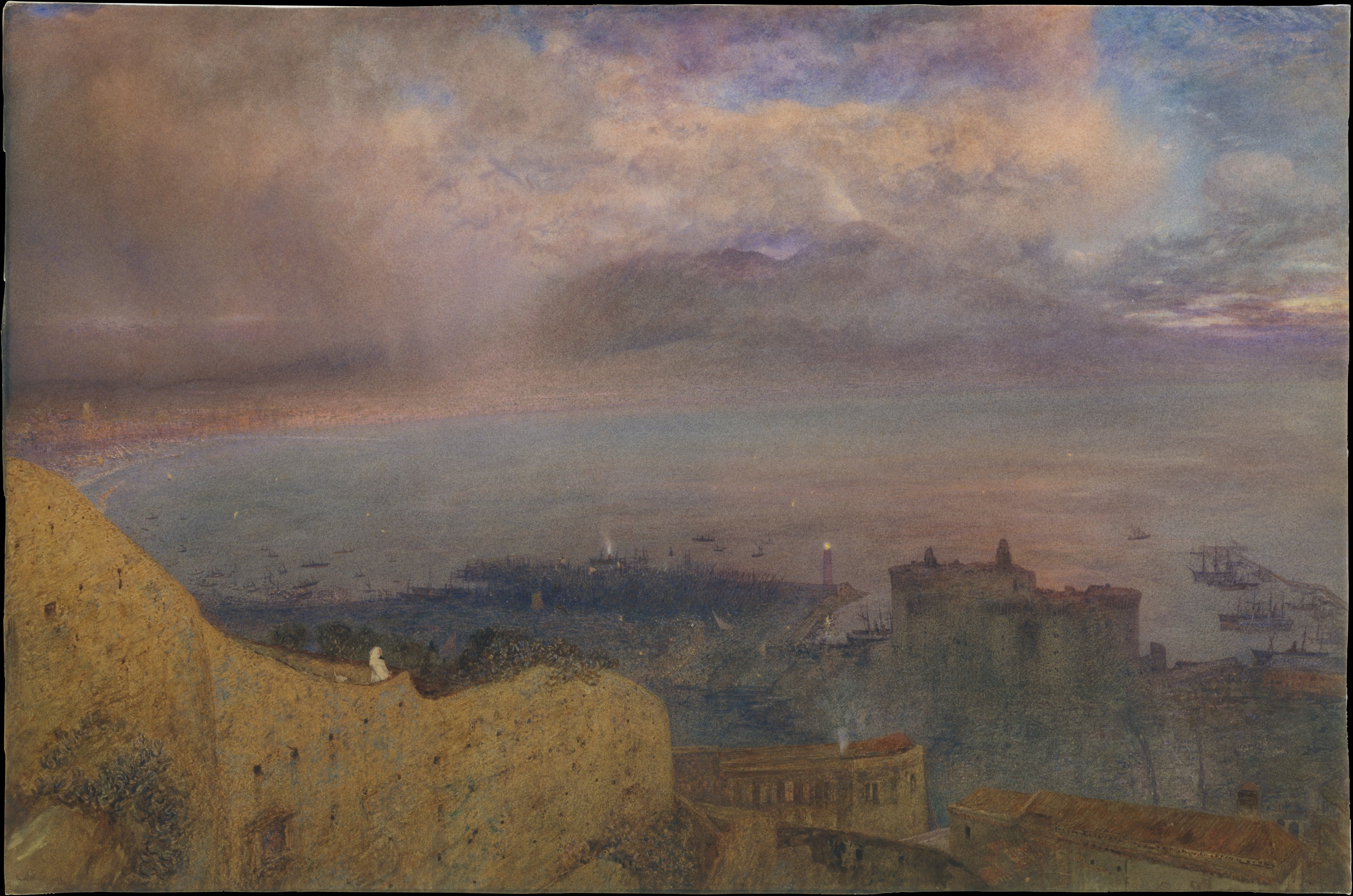
View of the Bay of Naples with Vesuvius, Smoking, in the Distance (Evening)

## Poznámka
1. ↑  Royal Watercolor Society - původně nazývaná Society of Painters in Oil and Watercolours, Společnost malířů olejů a akvarelů je britská umělecká instituce. Kanceláře společnosti jsou v Bankside Gallery v Londýně.
Její členové nebo spolupracovníci používají postnominální iniciály RWS. Noví členové jsou voleni, obvykle se ke Společnosti každý rok připojí půl tuctu nových spolupracovníků. V tomto článku byl použit překlad textu z článku Royal Watercolour Society na anglické Wikipedii.